# Magnolia ptaritepuiana
Espèce
Statut de conservation UICN

 DD  : Données insuffisantes
Magnolia ptaritepuiana est une espèce de plantes à fleurs de la famille des Magnoliaceae. C'est un arbre trouvé au Venezuela.

## Description
C'est un arbre.

## Répartition et habitat
L'espèce est trouvée au Venezuela dans l'État de Bolívar.
Elle pousse en milieu tropical humide. 